# Iglesia de San Pedro (Cuzco)
La iglesia de San Pedro es una iglesia católica ubicada en la ciudad del Cuzco, Perú. Es de planta de cruz latina, luce dos elevados campanarios de decoración bastante sobria que armonizan bien con una fachada de tres cuerpos de estilo renacimiento con columnas corintias.
Desde 1972 el inmueble forma parte de la Zona Monumental del Cusco declarada como Monumento Histórico del Perú. Asimismo, en 1983 al ser parte del casco histórico de la ciudad del Cusco, forma parte de la zona central declarada por la UNESCO como Patrimonio Cultural de la Humanidad.

## Historia
La iglesia está construida sobre lo que fue el Hospital de Naturales del Cusco fundado en 1556. Conforme a la costumbre de la época, todo hospital tenía que tener una capilla así que esta se construyó en 1572. En el terremoto de 1650 se derrumbaron todas las estructuras con excepción de una sola sala del hospital. Este edificio fue reconstruido parcialmente hacia 1657 por su párroco Francisco de Soria En 1688 se inició la construcción del actual templo con el auspicio de la familia del entonces Obispo del Cusco Manuel de Mollinedo. El principal arquitecto de la obra fue Juan Tomas Tuyro Túpac.
El templo sufrió daños en el Terremoto del Cusco de 1950 y, según la Misión Kubler, los arcos y cúpulas de las torres presentaron grietas. La torre norte se inclina hacia la calle Hospital.

## Descripción
La iglesia consta de imafronte y dos torres laterales. El imafronte tiene tres cuerpos. Al centro del primer cuerpo está la puerta que termina en arco de medio punto. A cada lado de la puerta van dos columnas corintias a cada lado. En el intercolumnio hay dos hornacinas. El cornisamento se abre sobre la puerta abrazando un gran escudo. El segundo cuerpo es similar al primero con la diferencia que a cada lado de la ventana central van cinco columnas. El tercer cuerpo es un nicho central que contiene una cruz tallada en relieve. 

#### Libros y publicaciones
- Angles Vargas, Victor (1983a). Historia del Cusco Colonial Tomo II Libro segundo. Lima: Industrialgrafica .S.A.
- Angles Vargas, Victor (1983b). Historia del Cusco Colonial Tomo II Libro segundo. Lima: Industrialgrafica .S.A.
- Kubler, George (1953). «Cuzco Reconstrucción de la ciudad y restauración de sus monumentos Informe de la misión enviada por la Unesco en 1951». UNESCO. Consultado el 26 de agosto de 2019.

- Datos: Q25893292
- Multimedia: San Pedro Church (Cusco) / Q25893292